# Loja (pictură de Renoir)
Loja este o pictură în ulei pe pânză realizată de Auguste Renoir în 1883 și aflată în prezent în colecția Courtauld Institute of Art din Londra.
Pictura descrie un cuplu tânăr aflat într-o lojă la un teatru din Paris. Femeia a fost pictată după Nini Lopez, noul model al lui Renoir, care va apărea în paisprezece dintre picturile sale în următorii câțiva ani. Bărbatul a fost fratele său Edmond, jurnalist și critic de artă. Să mergi la teatru însemna foarte mult în acea perioadă, atât ca să fii văzut, cât și să urmărești spectacolul și, în timp ce femeia își face evidentă prezența, companionul ei scanează publicul prin ochelarii săi de operă.
Loja a fost inclusă în prima expoziție de grup a impresioniștilor în 1874, unde reacția a fost diversă. Ulterior a fost prezentată la Londra într-o expoziție organizată de agentul său Paul Durand-Ruel, devenind una dintre cele mai vechi picturi impresioniste care au fost arătate în Anglia, dar nu a fost vândută la niciuna dintre expoziții. A fost cumpărată în anul următor de către agentul „Père” Martin pentru 425 de franci.